# Dialonectria
Dialonectria (Sacc.) Cooke (gruzełka) – rodzaj grzybów z rodziny gruzełkowatych (Nectriaceae).

## Systematyka i nazewnictwo
Pozycja w klasyfikacji według Index Fungorum: Nectriaceae, Hypocreales, Hypocreomycetidae, Sordariomycetes, Pezizomycotina, Ascomycota, Fungi.
Synonim naukowy: Nectria subgen. Dialonectria Sacc. W 2025 r. Komisja ds. Polskiego Nazewnictwa Grzybów Polskiego Towarzystwa Mykologicznego zarekomendowała dla rodzaju Dialonectria nazwę gruzełka.
Gatunki występujące w Polsce:
- Dialonectria cosmariospora (Ces. & De Not.) Cooke 1884 – gruzełka błyskoporkowa
- Dialonectria episphaeria (Tode) Cooke 1884
- Dialonectria magnusiana (Rehm) Lechat & J. Fourn. 2021
- Dialonectria sanguinea (Bolton) Cooke 1884

Nazwy naukowe na podstawie Index Fungorum. Wykaz gatunków i nazwy polskie według Komisji ds. Polskiego Nazewnictwa Grzybów i innych.